# Seohyun
Seo Joo-hyun (Hangeul : 서주현 ; née le 28 juin 1991) communément appelée Seohyun (서현), est une chanteuse, danseuse et actrice sud-coréenne. Elle fait partie du girl group sud-coréen Girls' Generation, et du sous-groupe Girls' Generation-TTS.

## Biographie
Fille unique d'un père musicien, Seohyun est née le 28 juin 1991 à Séoul, en Corée du Sud. Tandis qu'elle est à l'école élémentaire, SeoHyun est devenue stagiaire chez SM Entertainment pendant 6 ans et demi, après avoir passé en 2003 le "SM Casting System". Elle y apprend le piano et le violon. Avant ses débuts, elle pose aux côtés des DBSK pour le "2004 Smart Uniform modeling show". 
Elle est diplômée de la "Jeonju Arts High School" en février 2010, et poursuit ses études à l'université de Dongguk, où elle étudie le théâtre et le cinéma.
En avril 2010, elle est nommée ambassadrice de bonne volonté pour la santé des étudiants par le Seoul Metropolitan Office. 
En octobre 2011, SeoHyun et DongHae des Super Junior sortent un digital single, "Dreams Come True", dont la chanson sera l'hymne du "Asia Song Festival 2011". Tous les bénéfices de cette chanson sont reversés à l'UNICEF dont ils sont des ambassadeurs de bonne volonté.

Elle participe à l'émission We Got Married, en tant que pseudo-femme de Jung YongHwa des CNBLUE jusqu'à début avril 2011.

Elle double le personnage de Edith dans Moi, moche et méchant, aux côtés de TaeYeon.
Elle apparaît dans le clip du groupe TRAX, Oh! My Goddess, et aussi sur la pochette du single.
En 2013, elle obtient  son premier rôle dans Passionate Love.
Le 9 octobre 2017, il a été annoncé que Seohyun, comme Sooyoung et Tiffany avaient décidé de ne pas renouveler leur contrat pour se concentrer sur leur carrière d'actrices. Elle revient tout de même en groupe lors du quinzième anniversaire de Girls' Generation en 2022.  
Sa nouvelle agence est Namoo Actors.
Le 22 septembre 2025, Seohyun lance son premier album studio sur Kakao M, Sony Music Korea et Columbia Records.

## Discographie

### Autres
- [2008.04.07] Oppa Nappa (#1, Roommate 1st 'Oppa Nappa' - avec Jessica et Tiffany)
- [2008.08.01] Manibogi (avec Jessica et Tiffany)
  - [2009.02.17] Jjarajajja (avec DaVichi et Ju Hyeon Mi)
  - [2009.06.25] It's okay even if it hurts (OST pour le MBC drama Kim SooRo)
  - [2010.10.14] Let's Go (pour le sommet du G20)
  - [2011.01.05] Journey des TVXQ (#11, Keep your head down) (OST pour le drama SBS "Paradise Ranch")
  - [2011.10.11] Dreams Come True (avec Donghae des Super Junior)
  - [2017.01.17] Don't Say No (EP solo)
  - [2025.09.22] GOLD (Album solo)

## Filmographie

### Film
| Titre                                                    | Année | Rôle          | Notes               | Ref   |
| -------------------------------------------------------- | ----- | ------------- | ------------------- | ----- |
| Moi, moche et méchant                                    | 2010  | Edith (voice) | Doublage coréen     |       |
| I AM. – SM Town Live World Tour in Madison Square Garden | 2012  | elle-même     | Film sur la SM Town | [ 1 ] |
| Despicable Me 2                                          | 2013  | Edith (voice) | Doublage coréen     |       |
| My Brilliant Life                                        | 2014  | elle-même     | Cameo               | [ 2 ] |
| SMTown The Stage                                         | 2015  | elle-même     | Film sur la SM Town | [ 3 ] |
| So I Married An Anti-fan                                 | 2016  | Irene         | Rôle secondaire     |       |
| L'AMOUR EN LAISSE                                        | 2022  | Jung Ji-woo   | Netflix             |       |

### Drama
| Titre                           | Année | Chaîne            | Rôle                               | Notes           | Ref    |
| ------------------------------- | ----- | ----------------- | ---------------------------------- | --------------- | ------ |
| Kimcheed Radish Cubes           | 2007  | MBC               | Elle-même                          | Cameo           |        |
| Unstoppable Marriage            | 2008  | KBS               | 7e princesse Gang du Bulgwang-dong | Cameo           |        |
| Passionate Love                 | 2013  | SBS               | Han Yoo-rim                        | Rôle secondaire | [ 4 ]  |
| The Producers                   | 2015  | KBS               | Herself                            | Cameo           | [ 5 ]  |
| Warm and Cozy                   | 2015  | MBC               | Hwang Yoo-ra                       | Cameo           | [ 6 ]  |
| Scarlet Heart: Goryeo           | 2016  | SBS               | Woo-hee                            | Rôle secondaire |        |
| Weightlifting Fairy Kim Bok-joo | 2016  | MBC               | Hwan-hee                           | Cameo           | [ 7 ]  |
| Ruby Ruby Love                  | 2017  | OnStyle, Naver TV | Lee Ruby                           | Rôle principal  |        |
| Bad Thief, Good Thief           | 2017  | MBC               | Kang So-joo                        | Rôle principal  | [ 8 ]  |
| Time                            | 2018  | MBC               | Seol Ji-Hyun                       | Rôle principal  | [ 9 ]  |
| Canvas the Emperor              | 2019  | WeTV              | Dong Puti                          | Rôle principal  | [ 10 ] |
| Private Life                    | 2020  | JTBC              | Cha Ju-Eun                         | Rôle principal  | [ 11 ] |
| Jinxed at First Sight           | 2022  | KBS               | Seon Seul-Bi                       | Rôle principal  | [ 12 ] |
| Song of the Bandits             | 2023  | Netflix           | Nam Hee-Sin                        | Rôle principal  | [ 13 ] |

### Sources
- (en) Cet article est partiellement ou en totalité issu de l’article de Wikipédia en anglais intitulé « Seohyun » (voir la liste des auteurs).

1. ↑  (ko) « Documentary Shows Top K-Pop Singers Behind the Scenes », Chosun Ilbo,‎ 2 mai 2012 (lire en ligne, consulté le 4 mai 2012)
2. ↑  (ko) Park Gyu-oh, « TaeTiSeo acted with Kang Dong-won in ‘My Brilliant Life’ », KpopHerald, Herald Corporation,‎ 26 août 2014 (lire en ligne, consulté le 7 août 2016)
3. ↑  (ko) Edmund Lee, « Film review: SMTown: The Stage », South China Morning Post, 24 novembre 2015 (consulté le 8 avril 2016)
4. ↑  (ko) Jean Oh, « Girls’ Generation’s Seohyun makes acting debut », Korea Herald,‎ 24 septembre 2013 (lire en ligne, consulté le 15 mai 2015)
5. ↑  (ko) Sarah Yoon, « SNSD to appear in Kim Soo-hyun's drama 'The Producers' », Kpop Herald,‎ 14 mai 2015 (lire en ligne, consulté le 15 mai 2015)
6. ↑  (ko) « '맨도롱 또똣' 서현, 꽃미소 날리며 등장...진영, 홀딱 반했다 », The Chosun Ilbo,‎ 24 juin 2015 (lire en ligne, consulté le 24 juin 2015)
7. ↑  (ko) « '역도요정' 측 "지수X서현, 각각 11회·12회 특별출연" [공식] », OSEN,‎ 19 décembre 2016 (lire en ligne, consulté le 19 décembre 2016)
8. ↑  (ko) « 서현, MBC '도둑놈, 도둑님' 출연 확정..50부작 이끈다(공식) », Star News,‎ 15 mars 2017
9. ↑  (en) « Time (Korean Drama) - AsianWiki », sur asianwiki.com (consulté le 11 août 2018)
10. ↑  (en-US) « Canvas the Emperor » (consulté le 30 juillet 2022)
11. ↑  « Private Lives », sur www.nautiljon.com (consulté le 30 juillet 2022)
12. ↑  (ko) 김민지 기자, « 서현·나인우, '징크스의 연인' 출연 확정…케미 기대 », sur entertain.naver.com (consulté le 30 juillet 2022)
13. ↑  (en-US) krishkim, « Netflix's 'Song of the Bandits' Confirms Full Cast: Kim Nam Gil, Seo Hyun, Yoo Jae Myung, and More », sur ZAPZEE - Premier Korean Entertainment Magazine, 14 mars 2022 (consulté le 30 juillet 2022)